# Suzie Gold
Suzie Gold – brytyjski film komediowy z 2004 roku wyreżyserowany przez Richarda Cantora. Wyprodukowany przez Pathé.
Premiera filmu miała miejsce 5 marca 2004 roku w Wielkiej Brytanii.

## Fabuła
Siostra Suzie Gold (Summer Phoenix) wychodzi za mąż. Rodzina za wszelką cenę pragnie, aby również Suzie była szczęśliwa i szuka dla niej dobrego kandydata na męża. Nieoczekiwanie pojawia się „idealny” materiał na męża. Anthony Silver (Iddo Goldberg), przystojny Żyd z dobrą pracą i szybkim samochodem, sądzi, podobnie zresztą jak i rodzina dziewczyny, że oczywiście Suzie wyjdzie za niego.

## Obsada
- Summer Phoenix jako Suzie Gold
- Leo Gregory jako Darren
- Ariana Fraval jako Sophie Gold
- Daniel Mendoza jako Richard Levine
- Iddo Goldberg jako Anthony Silver
- Stanley Townsend jako Irving Gold
- Rebecca Front jako Barbara Gold
- Gem Souleyman jako Toby Gold
- Sophie Winkleman jako Debby Levine
- Roger Kitter jako Tony "Tiny" Levine
- Kevin Bishop jako Ashley Marks
- Rachel Stevens jako Tina
- Fiz Marcus jako Hope Levine
- Steve Jameson jako Leo Spencer
- Frances Barber jako Joyce Spencer